# Phyllis Munday
Pour les articles homonymes, voir Munday.
Pas d'image ? Cliquez ici
Phyllis B. Munday, née James le 24 septembre 1894 au Sri Lanka et morte le 11 avril 1990, est une alpiniste, exploratrice, naturaliste et humanitaire canadienne.
Elle est connue pour avoir été la première femme à atteindre le sommet du mont Robson (avec Annette Buck) en 1924 et pour la découverte du mont Waddington (avec son mari Don Munday (en)). Elle a exploré la région du mont Waddington par la rivière Franklin (en) et le fleuve Homathko.
Elle a été décorée de l'ordre du Canada en 1972 pour sa carrière d'alpinisme et son travail avec les Girl Guides of Canada (en) et l'Ambulance Saint-Jean.
Le mont Munday (en) est nommé d'après elle et son mari et le Baby Munday Peak est nommé d'après leur fille Edith.